# 七姊妹瀑布 (挪威)
七姊妹瀑布（挪威語：De Syv Søstrene）是挪威第39高的瀑布，包括7个分支，其中最高的高达250（820英尺）。
七姊妹瀑布位于挪威默勒-鲁姆斯达尔郡斯特兰达市镇，盖朗厄尔峡湾北侧，盖朗厄尔村以西约6.5（4.0英里）。这是盖朗厄尔世界遗产的一部分。 

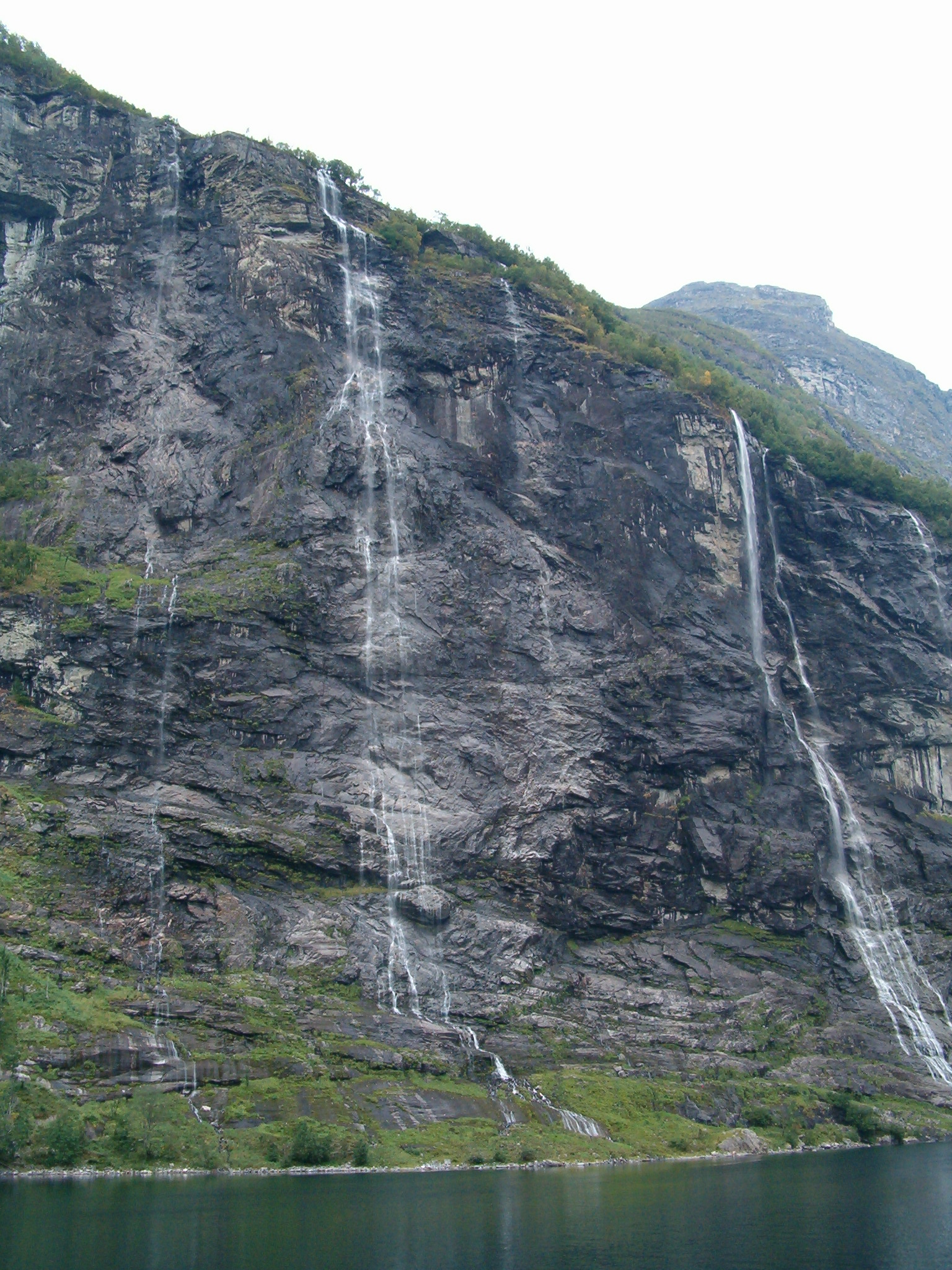